# Episparis minima
Episparis minima är en fjärilsart som beskrevs av Pierre Joseph Pelletier 1982. Episparis minima ingår i släktet Episparis och familjen nattflyn. Inga underarter finns listade i Catalogue of Life.